# Fiat 502
La Fiat 502 est une automobile fabriquée par le constructeur italien Fiat entre 1923 et 1926. C'était une version à empattement allongé de 100 mm de la Fiat 501.
Elle reprenait en fait la même base mécanique de la "501" sur un châssis de plus grandes dimensions dont l'empattement avait été augmenté de 100 mm. On la définirait aujourd'hui un restylage important de la version précédente.
Plus de 20 000 exemplaires de la Fiat 502 ont été construits dans les versions Berline, Torpédo et Coupé de Ville.
Elle fut remplacée par la Fiat 503.
Comme de coutume, le constructeur turinois en dériva une version utilitaire, la Fiat 502F.

## La version utilitaire 502F
Le camion léger 502 F représente la réponse du constructeur turinois à une demande sans cesse croissante de véhicules spécialisés pour des besoins précis de travail et de transport, y compris pour des utilisations particulières comme les ambulances, les véhicules pour pompiers ou pour les services postaux. 
La robustesse du châssis de la berline Fiat 502 de base permit, comme pour sa devancière la Fiat 501, sans aucune transformation, une utilisation pour des versions utilitaires  “camioncino” et “furgoncino” destinées à des utilisations très variées. Comme la berline, la version utilitaire sera remplacée par la 503F.